# Landgut Castelen

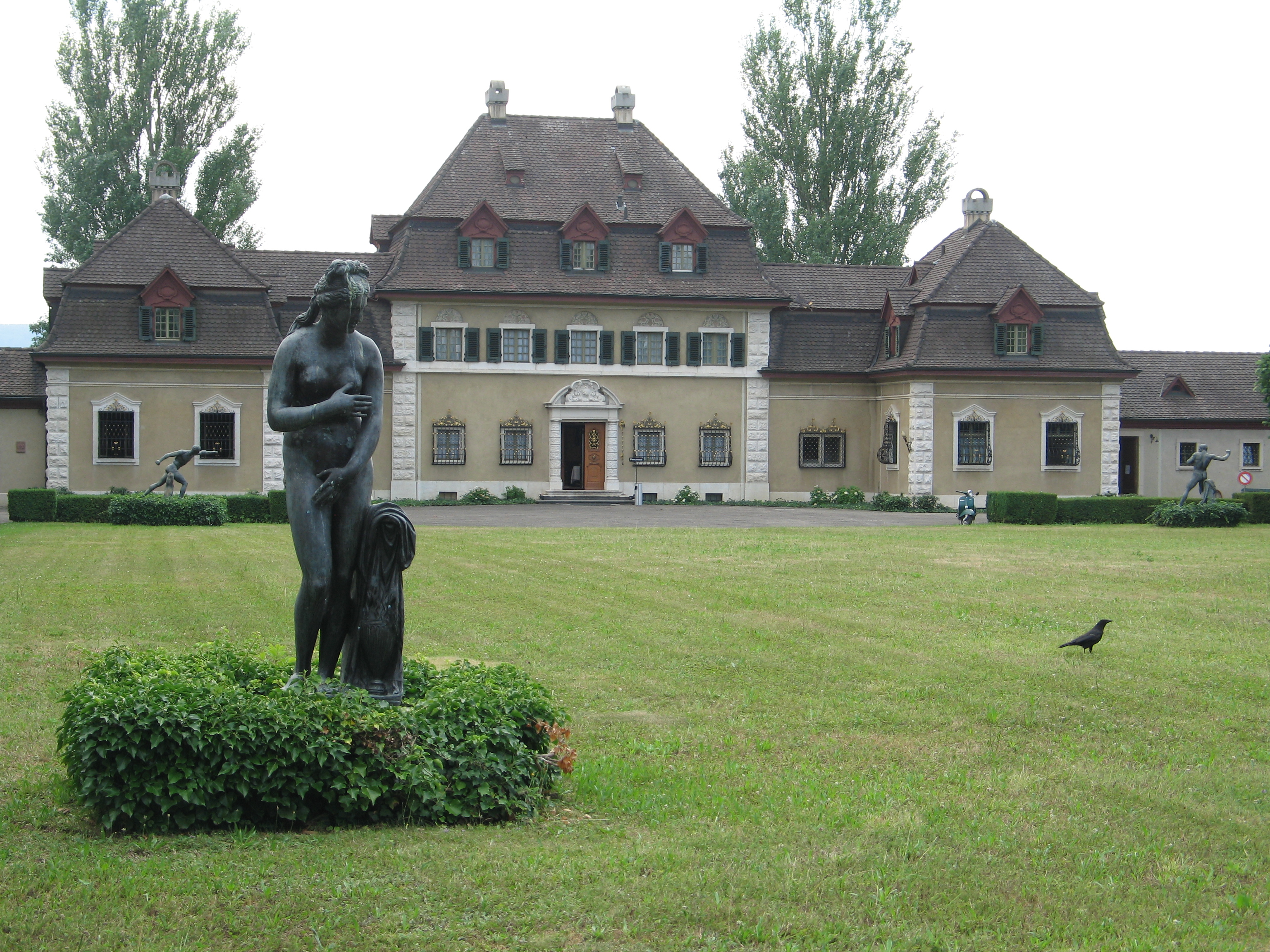
Landgut Castelen Ostfassade

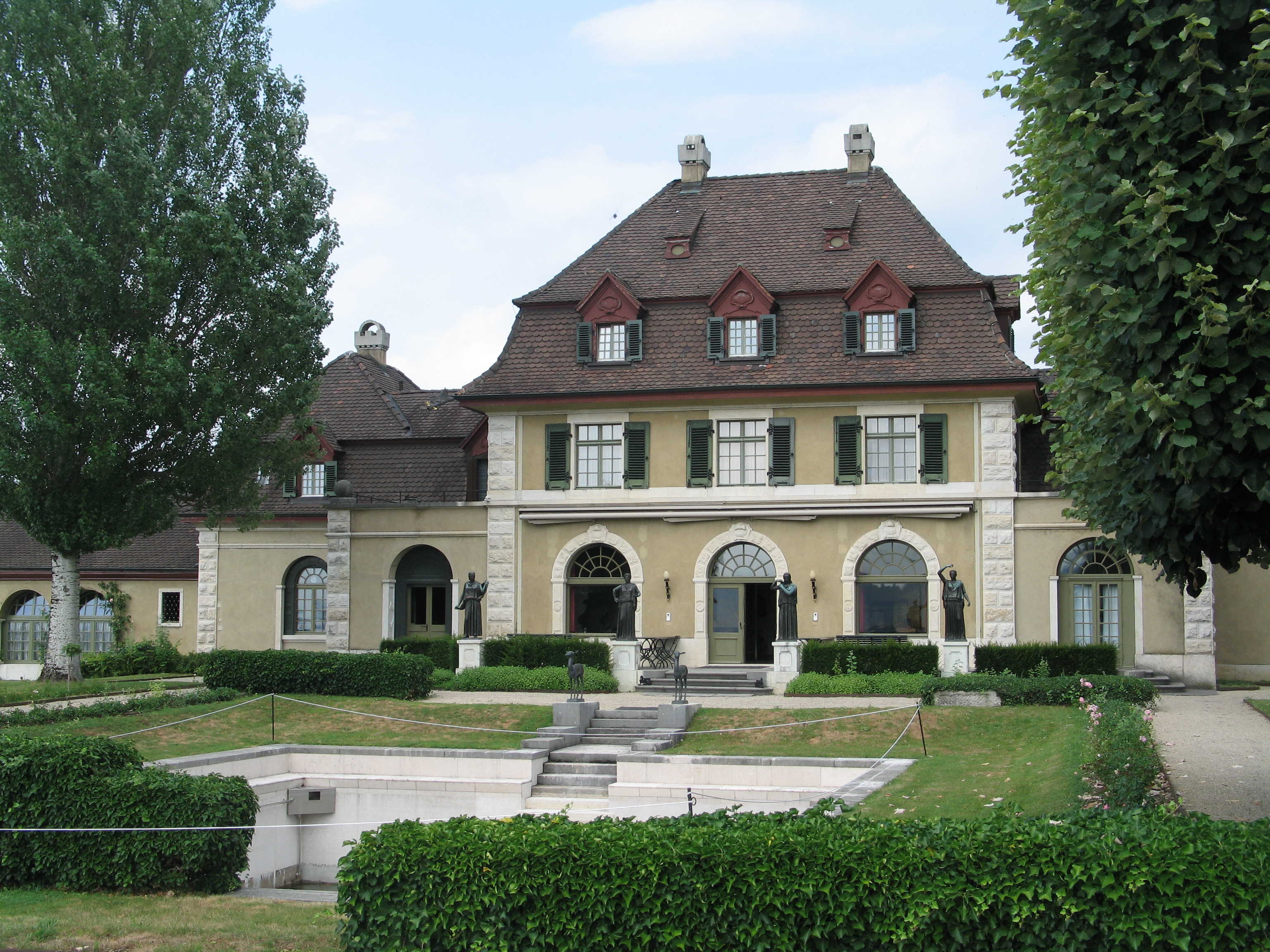
Landgut Castelen Westfassade

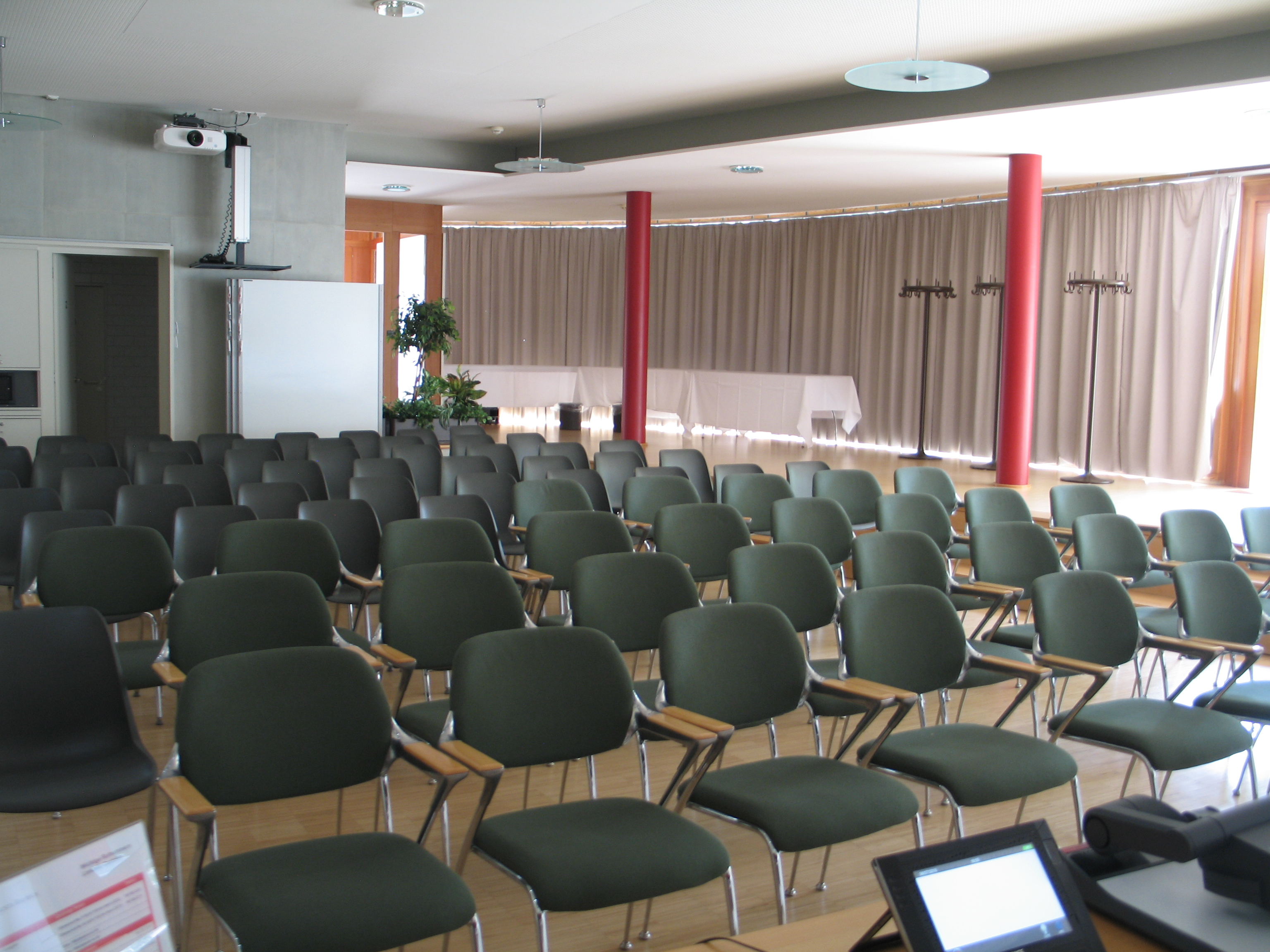
Landgut Castelen Tagungssaal

Das Landgut Castelen ist ein im 19. Jahrhundert erbautes herrschaftliches Landhaus, das heute dem Kanton Basel-Landschaft gehört und vor allem von der Universität Basel und ihr nahestehenden Institutionen als Ort kultureller Aktivitäten genutzt wird (Römerstiftung Dr. René Clavel, Stiftung Pro Augusta Raurica, Colloquia Raurica, Jacob Burckhardt – Gespräche).
Das Landhaus steht auf dem Boden der antiken Stadt Augusta Raurica, die um die Zeitenwende herum als römische Kolonie gegründet worden ist. Es wurde 1918 vom Industriellen und Römerfreund René Clavel nach Plänen des Architekten Max Alioth erbaut und nach dem Tode des Erbauers, 1969, Sitz der von ihm gegründeten Römerstiftung Dr. René Clavel. Lange Zeit nur wenig genutzt, änderte sich das in der zweiten Hälfte der 1980er Jahre dank des ideellen und finanziellen Engagements des Ehepaars Jakob und Antoinette Frey-Clavel (eine Tochter von René Clavel) gründlich. Insbesondere dank der von ihrer Familienstiftung getragenen Colloquia Raurica und den Jacob Burckhardt-Gesprächen und des von ihnen ermöglichten Baus eines 1993 eingeweihten Plenarsaals in der Nähe des Landhauses wurde Castelen zu einem kulturellen Zentrum der Region und dient heute den verschiedensten Institutionen als Ort kultureller Veranstaltungen.